# Елена Грозданова (актриса)
Вижте пояснителната страница за други личности с името Елена Грозданова.
Елена Пеева-Грозданова е българска куклена и озвучаваща актриса. Известна е с озвучаването на филми и сериали.

## Биография
Родена е на 24 август 1979 г. в град Варна, Народна република България.
През 2003 г. завършва НАТФИЗ „Кръстьо Сарафов“ със специалност „Актьорско майсторство за куклен театър“.
Играе в спектакъла „Джанки в Манхатън“, с подкрепа на Национален фонд „Култура“ на режисьора Илиян Стоилов, където си партнира с Ивона Желева и Петя Каменова.
През 2022 г. участва в кукленото представление „Привет, магьосници, и сбогом“ на „Сити Марк Арт Център“, където си партнира със Симона Нанова.

## Кариера на озвучаваща актриса
Грозданова се занимава с озвучаване на филми и сериали от 2008 г. Най-известна е с озвучаването на Бен Тенисън в поредицата „Бен 10“ и Анджело в „Анджело е върхът“. В началото на кариерата си е кредитирана с рождената си фамилия – Елена Пеева. Работи за дублажните студия „Александра Аудио“, „Про Филмс“, „Андарта Студио“, „Медиа Линк“, „Саунд Сити Студио“ и БНТ.

## Роли в озвучаването

### Анимационни сериали (войсоувър дублаж)
- „Батман“ (дублаж на „Александра Аудио“), 2009
- „Батман: Анимационният сериал“ (дублаж на „Александра Аудио“), 2009
- „Еджмонт“, 2008
- „Малките чародейки“, 2021
- „Новите приключения на Батман“, 2009
- „Тролстопия“, 2023
- „Франклин“ (дублаж на студио „Про Филмс“), 2020

### Анимационни сериали (нахсинхронен дублаж)
- „44 котки“ – Фльор, 2019
- „АЛВИННН! и катеричоците“ – Кевин
- „Анджело е върхът“ – Анджело, 2010
- „Батуийлс“ – Батгърл, 2023
- „Бен 10“ – Бен Тенисън, 2009
- „ВИП Петс“ – Гуен, 2020
- „Виктор и Валентино“ – Росита, 2019
- „Дора и приятели“ – Ная, 2015
- „Дороти и вълшебникът от Оз“ – Дороти, 2022
- „Евър Афтър Хай“ – Бъни Бланк, 2014
- „Лунното момиче и Дяволският динозавър“ – Кейси, 2023
- „Мега-чудесата на Калинката и Черния котарак“ – Аля Сезаре / Рина Руж (сезони 1 – 2)
- „Междузвездни войни: Бунтовниците“ – Сабин Врен, 2014
- „Монстър Хай“ – Аби, Кейли и Хаулийн, 2023
- „Мъници в Шантаверситета“ – Бабс Бъни, 2024
- „Нела, принцесата рицар“ – Минотавра, 2017
- „Приключенията на Рапунцел и разбойника“ – Касандра, 2017
- „Реактивните момичета“ – вокален изпълнител („Злоденсинг старс“), 2014
- „София Първа“, 2013
- „Стивън Вселенски“ – Лапис Лазули, Гранат (вокал), Кони Махешаран (Do it for her), Аметист (певческа – епизод 63), Син диамант, 2014
- „Уинкс Клуб“, 2020
- „Хамстер и Гретел“ – Гретел, 2023
- „Шаолински двубои“ (дублаж на „Про Филмс“), 2012

### Игрални сериали (войсоувър дублаж)
- „Един от нас лъже“, 2023
- „Еджмонт“, 2008
- „Илай Стоун“, 2008
- „Лятна ваканция“, 2014-2015
- „Макдоналд и Додс“
- „Младият Шелдън“ (от пети сезон), 2023
- „Ранчото Хартланд“, 2022

### Игрални сериали (нахсинхронен дублаж)
- „Астронавтите“ – Ребека, 2022
- „Групата на Алекс“, 2016
- „Имението „Евърмур““ – Тара Кросли, 2015
- „Моят живот сред момчета“, 2013
- „Ултра Вайълет и Черния скорпион“ – Мая, 2023
- „Клонинги в мазето“ – Бри Девънпорт, 2014

### Анимационни филми (войсоувър дублаж)
- „Баяла: Магическо приключение“, 2021
- „Лео – императорът на джунглата“, 2021
- „Смъртоносна битка – легенди: Отмъщението“, 2022

### Анимационни филми (нахсинхронен дублаж)
- „DC Лигата на супер-любимците“ – Пи Би, 2022[5]
- „Горските мечоци: Див свят“ – Шърли, 2022
- „Детектив Чинк и Златният кошер“, 2023[6]
- „Елфи в кухнята: Печено-сторено“ – Елфи, 2022
- „Играта на играчките 3“ – други гласове, 2010
- „Играта на играчките: Пътешествието“ – Мис Уенди, 2019
- „Изумителният Морис и неговите образовани гризачи“ – Злобина, 2023[7]
- „Камбанка и тайната на крилете“ – други гласове, 2012
- „Клуб Уинкс: Мистерия от дълбините“, 2011
- „Лео да Винчи: Мисия Мона Лиза“ – Лиса, 2020
- „Легендата за Оз: Завръщането на Дороти“ (дублаж на „Про Филмс“) – Дороти, 2014
- „Луис и извънземните“ – други гласове, 2018[8]
- „Мистър Пибоди и Шърман“ – други гласове, 2014
- „Мулан: Принцесата войн“ – Мулан, 2022[1]
- „Надалеч полети“ – Емералда, 2019[9]
- „Невероятното пътешествие на гигантската круша“, 2018[10]
- „Огнено сърце“ – Джорджа Нолан, 2022
- „Откраднатата принцеса“ – Мила, 2018[11]
- „ПараНорман“ (дублаж на Александра Аудио) – Норман Бабкок, 2012
- „Руби Гилман: Тийн кракен“ – Челси, 2023[12]
- „Уинкс: Мистерия от дълбините“ – Омния, 2014[13]
- „Фабрика за сънища“ – Мина, 2022
- „Фантастичното пътешествие до Оз“ – Дороти, 2017
- „Циркът на Ела“ – Ела, 2023[14]
- „Чаровният принц“ – допълнителни гласове, 2018
- „Чуден свят“ – жена по радиото, 2022
- „Том и Джери: Филмът“ (дублаж на „Александра Аудио“), 2013
- „Бен 10: Унищожителят на извънземни“ – Бен, 2012

### Игрални филми (войсоувър дублаж)
- „Алгоритъмът на любовта“, 2023
- „Бели мадами“ (дублаж на „Про Филмс“), 2021
- „Добра реколта“, 2023
- „Златотърсачка“, 2023
- „Красив, богат и опасен“, 2023
- „Лошият Дядо Коледа“ – Търман Мърман (Брет Кели), 2022
- „Ново училище“, 2022
- „Опасно увлечение“, 2023
- „Съставките на любовта“, 2023
- „Тайната на приятелката ми“, 2023

### Игрални филми (нахсинхронен дублаж)
- „Dungeons & Dragons: Разбойническа чест“ – Кира и Софина, 2023
- „Групата на Алекс: Как да пораснем, макар че сме родители“, 2017
- „Доста странна Коледа“ – вокален изпълнител
- „Зайчето Питър“ – други гласове, 2018
- „Клифърд, голямото червено куче“ – Оуен, 2021
- „Мъпетите“ – други гласове, 2012
- „Перфектно момче“, 2014
- „Петсън и Финдъс“, 2014[15]
- „Привидения в къщата“ – Пат (Уинона Райдър), 2023
- „Приказка за коледната звезда“, 2014[16]
- „Том и Джери“ – Джой, 2021

## Филмография
- Ганьо Балкански се завърна от Европа (4-сер. тв, 2004) – (в 2 серии: II и IV)

## Личен живот
От декември 2013 г. е женена за Мариан Грозданов. Двамата имат три деца.

## Други дейности
Със своята приятелка и колежка Ивона Желева преподава актьорско майсторство на деца и има група в читалище „Константин Величков“.